# Denis Pimankov
Denis Pimankov (n. 4 februarie 1975, Sverdlovsk, RSFS Rusă, URSS) este un înotător rus, medaliat olimpic. A participat la 3 ediții ale Jocurilor Olimpice (1996, 2000, 2004) în care a câștigat o medalie de argint.